# Apokalipto
Apokalipto (angleško Apocalypto) je film, ki ga je režiral Mel Gibson. Dogaja se na Jukatanu v Mehiki malo pred prihodom Špancev in obravnava usodo posameznika med propadom antične majevske civilizacije. Film so začeli predvajati v ZDA 8. decembra 2006 in so ga sprejeli večinoma pozitivno. Več antropologov in arheologov, ki raziskujejo majevsko civilizacijo, je kritiziralo film zaradi prikaza majevske družbe kot malo boljše od preproste »okrutne divjaške družbe«, in tudi zaradi vidnih anahronizmov ter drugih zgodovinskih netočnosti.